# Hlucholazy
Hlucholazy (v současném úzu též Glucholazy, polsky Głuchołazy, historicky Kozia Szyja nebo Cygenhals, německy (Bad) Ziegenhals), latinsky Capri Collum) je město v jižním Polsku v Opolském vojvodství v okrese Nisa, sídlo městsko-vesnické gminy. Leží ve Slezsku na soutoku Bělé Jesenické a Starynie v bezprostřední blízkosti česko-polské státní hranice. Z geomorfologického hlediska se rozkládá na rozhraní Zlatohorské vrchoviny, Opavské pahorkatiny a Žulovské pahorkatiny. Prochází tudy peážní železniční trať Šumperk–Krnov. V minulosti se jednalo o lázeňské město. V roce 2024 zde žilo 12 621 obyvatel.

## Historie
Ziegenhals neboli dnešní Hlucholazy vznikly na počátku 13. století v rámci kolonizační akce prováděné vratislavským biskupem Vavřincem Dolivetou. První písemná zmínka pochází z roku 1249. Počátky města jsou stejně jako v případě sousedního Cukmantlu (Zlatých Hor) úzce spjaty s těžbou zlata, které bylo možné dobývat v tzv. měkkých  (povrchových) dolech a také metodou rýžování ze zdejších řek včetně Bělé. Vrcholu svého hospodářského rozkvětu dosáhlo v 15. a 16. století. Vedle zlata se tehdy získávaly i další rudy, například železo, olovo, stříbro či měď, a rozvíjela se i podpovrchová těžba, čehož důkazem je například šestikilometrová Tříkrálová štola vyražená kolem roku 1550. V 17. století došlo k postupnému útlumu báňské činnosti.

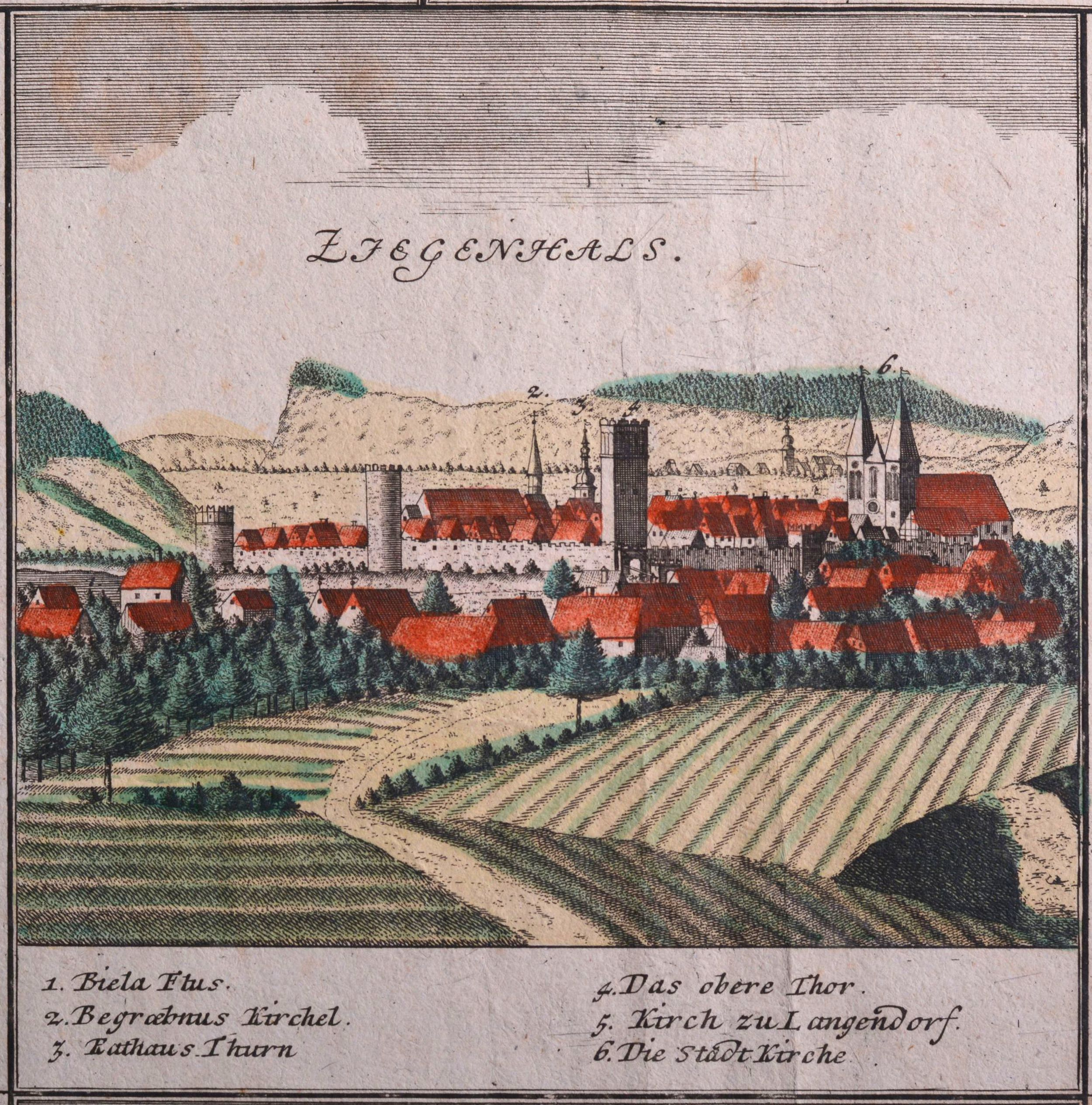
Ziegenhals podle Friedricha Bernharda Wernera v roce 1738

V roce 1290 bylo niské panství vratislavských biskupů, na jehož území ležel Ziegenhals, povýšeno na knížectví. To se roku 1342 stalo lénem českých králů a bulou Karla IV. bylo v roce 1348 začleněno do Koruny české. Po první slezské válce v roce 1742 došlo k rozdělení Slezska a severní část Niska včetně Ziegenhalsu připadla Prusku. Město se ocitlo v blízkosti nové hranice a poprvé v jiném státě než Cukmantl. Náleželo teď k okresu Nisa (Landkreis Neisse), který se po správní reformě v roce 1815 stal součástí vládního obvodu Opolí (Regierungsbezirk Oppeln) v rámci provincie Slezsko, od roku 1871 ve sjednoceném Německu.
Šibeniční hora (polsky Góra Szubieniczna, německy Galgenberg) v západní části města upomíná na období 1622 až 1684, kdy byl Ziegenhals jedním z dějišť čarodějnických procesů ve Slezsku. Oběšením tam přišlo o život dvacet žen a dva muži.

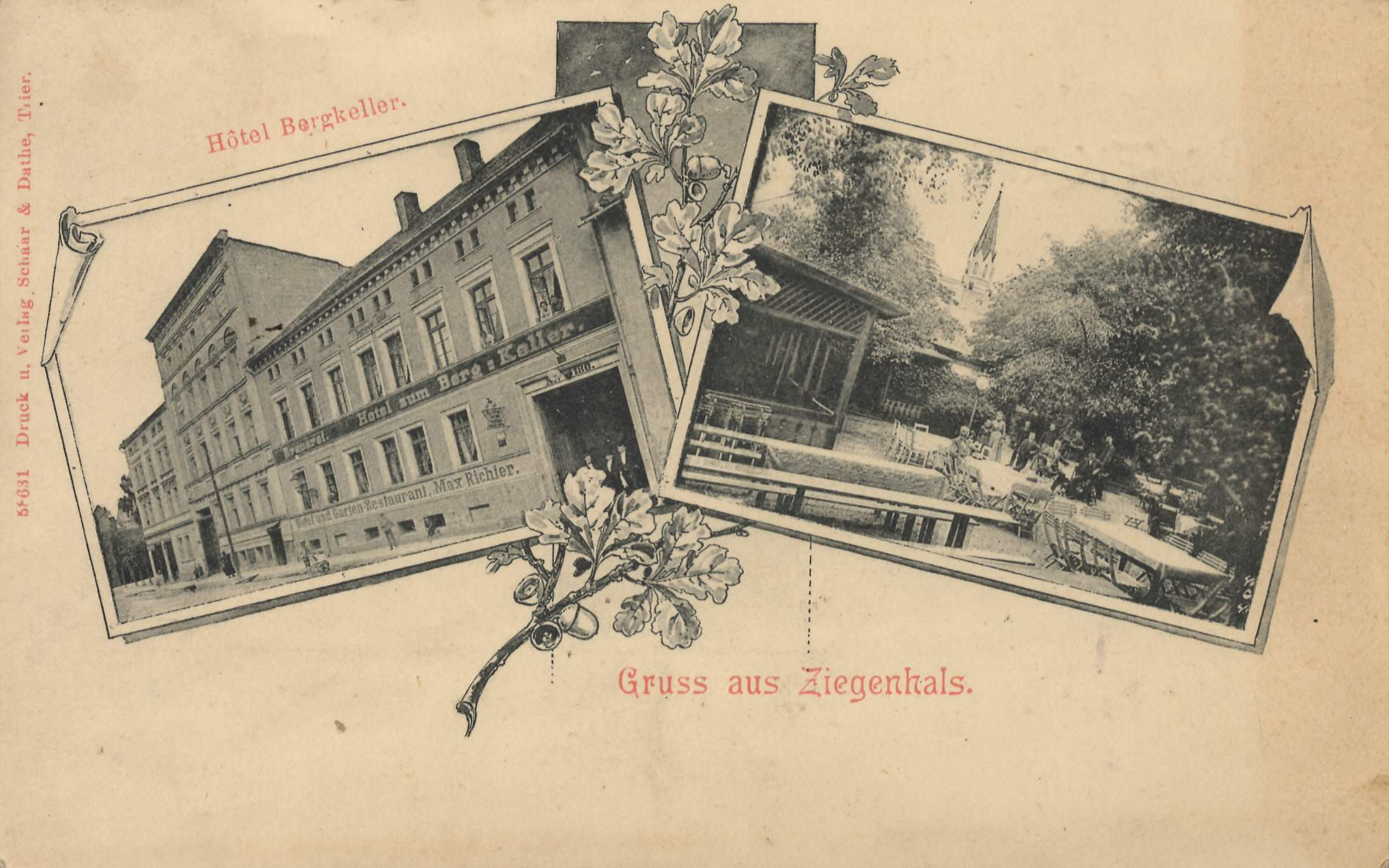
Pohlednice z přelomu 19. a 20. století

V druhé polovině 19. století se v Ziegenhalsu rozvinulo lázeňství s využitím vodoléčebných metod Vinzenze Priessnitze a Sebastiana Kneippa. První lázeňský dům Juppebad byl otevřen v roce 1877. Na podnět Promenádního spolku (Promenadenverein) vznikl lázeňský park na severovýchodních svazích Parkové hory (Holzbergu), který spojila s městem promenáda – dnešní ulice Jana Pawła II. Současný název, který se v českých pramenech objevuje od konce 19. století a po druhé světové válce se v popolštěné podobě stal oficiálním, je podle některých teorií odvozen od původně ironického označení „hluché lázně“, jež mělo být projevem rivality mezi Ziegenhalsem a Frývaldovem (Jeseníkem).
V roce 1875 získal Ziegenhals železniční spojení s Nisou a Krnovem, na které se roku 1888 napojila trať z Hanušovic přes Frývaldov. Největšími průmyslovými podniky byly celulózka založená v roce 1893 a továrna na knoflíky fungující od roku 1910.
Po první světové válce si oblast Hlucholazů kvůli strategicky významné železniční trati nárokovalo Československo. Město však zůstalo na území Německa až do roku 1945, kdy bylo na základě Postupimské dohody přiznáno Polsku. Uvažovalo se pak o Hlucholazích jako jednom z míst, které mohou být odevzdány Československu náhradou za část západního Těšínska (tzv. Záolží), nakonec ale došlo pouze k malé úpravě hranice v roce 1958, kdy výměnou za Krasov u Vidnavy byl k Polsku připojen Skřivánkov a na několika místech došlo k „napřímení“ hraniční čáry.
Rudá armáda vkročila do Hlucholazů až 9. května 1945, tedy již po kapitulaci Německa. Město neutrpělo téměř žádné válečné škody. Původní německé obyvatelstvo nahradili polští přesídlenci z východních území postoupených Sovětskému svazu a osadníci z centrálního Polska. Lázeňský status Hlucholazy po válce ztratily, na dřívější tradice však částečně navázala Specializovaná nemocnice Ministerstva vnitra (Szpital Specjalistyczny MSWiA, původně sanatorium pro tuberkulózní pacienty založené v roce 1948) a rekreační střediska FWP (Fundusz Wczasów Pracowniczych – „Zaměstnanecký dovolenkový fond“). V období socialismu se značně rozvinul průmysl: papírenské závody (Głuchołaskie Zakłady Papiernicze), textilní závody (Zakłady Przemysłu Odzieżowego), továrny na nábytek (Głuchołaskie Fabryki Mebli), výroba armatur (Fabryka Armatur Głuchołazy) a další. Na levém břehu Bělé Jesenické byla postavena panelová sídliště Koszyka a Konstytucji 3 Maja, na pravém pak sídliště Tysiąclecia. Město silně postihly povodně v červenci 1997.

## Turistické zajímavosti
- Historické jádro oválného půdorysu s dochovanou zástavbou převážně z 19. století, pozůstatky městských hradeb včetně 25metrové gotické věže Horní brány sloužící jako rozhledna, farním kostelem svatého Vavřince s gotickou fasádou o dvou věžích a barokním zbytkem z dob přestavby v letech 1729–1731 a hřbitovním kostelíkem svatého Rocha postaveným v roce 1627;
- Kostel svatého Františka z Assisi – novogotický z roku 1866, původně evangelický;
- Promenáda – nyní ulice Jana Pawła II, osa bývalé lázeňské čtvrti s historickými hotely a vilami, například hotel Sudety postavený na místě prvního lázeňského domu Juppebad nebo bývalý prázdninový dům Zaměstnaneckého dovolenkového fondu (FWP) Polonia, původně lázeňský dům Wilhelmsbad z roku 1892; s levobřežní částí lázeňské čtvrti, kde se nachází mj. sanatorium Skowronek (dříve lázeňský dům Ferdinandsbad z roku 1882) spojuje promenádu tzv. Houpací můstek (Most Huśtany) z počátku 20. století;
- Lázeňský park (Park Zdrojowy) na úpatí Přední kupy, založený v druhé polovině 19. století; revitalizace tzv. dolní části byla dokončena v roce 2009, horní pak v roce 2019; v blízkosti parku byla roku 2018 postavena šestiposchoďová gradovna;
- Parková hora (Parkowa Góra nebo Góra Chrobrego, německy Holzberg) – masiv Zlatohorské vrchoviny tvořený třemi horami: Přední kupa (Przednia Kopa, 467 m n. m.), Prostřední kupa (Średnia Kopa, 543 m n. m.) a Zadní kupa (Tylna Kopa, 527 m n. m.); rozkládá se zde lesopark, který na severovýchodě plynule přechází v Lázeňský park; na vrcholu Přední kopy byla v roce 1898 postavena romantická rozhledna Hohenzollernwarte a vedle ní vznikla v letech 1926–1927 horská chata Holzbergbaude, v současnosti jsou oba objekty zanedbány; poblíž se nachází kaple svaté Anny z roku 1908 a útes zvaný Visuté skály (Wiszące Skały);
- Tříkrálová štola (Sztolnia Trzech Króli), Horalská jeskyně (Grota Góralska) a Cikánská štola (Sztolnia Cygańska) – památky dolování zlata; nejznámější je Tříkrálová štola, původně odvodňovací o délce až šest kilometrů směrem ke Zlatým Horám vyražená kolem roku 1550; síť podzemních chodeb se dochovala jen částečně a v současnosti není zpřístupněna pro turisty;

Městem prochází Hlavní sudetská magistrála a Geotrasa sudetská.

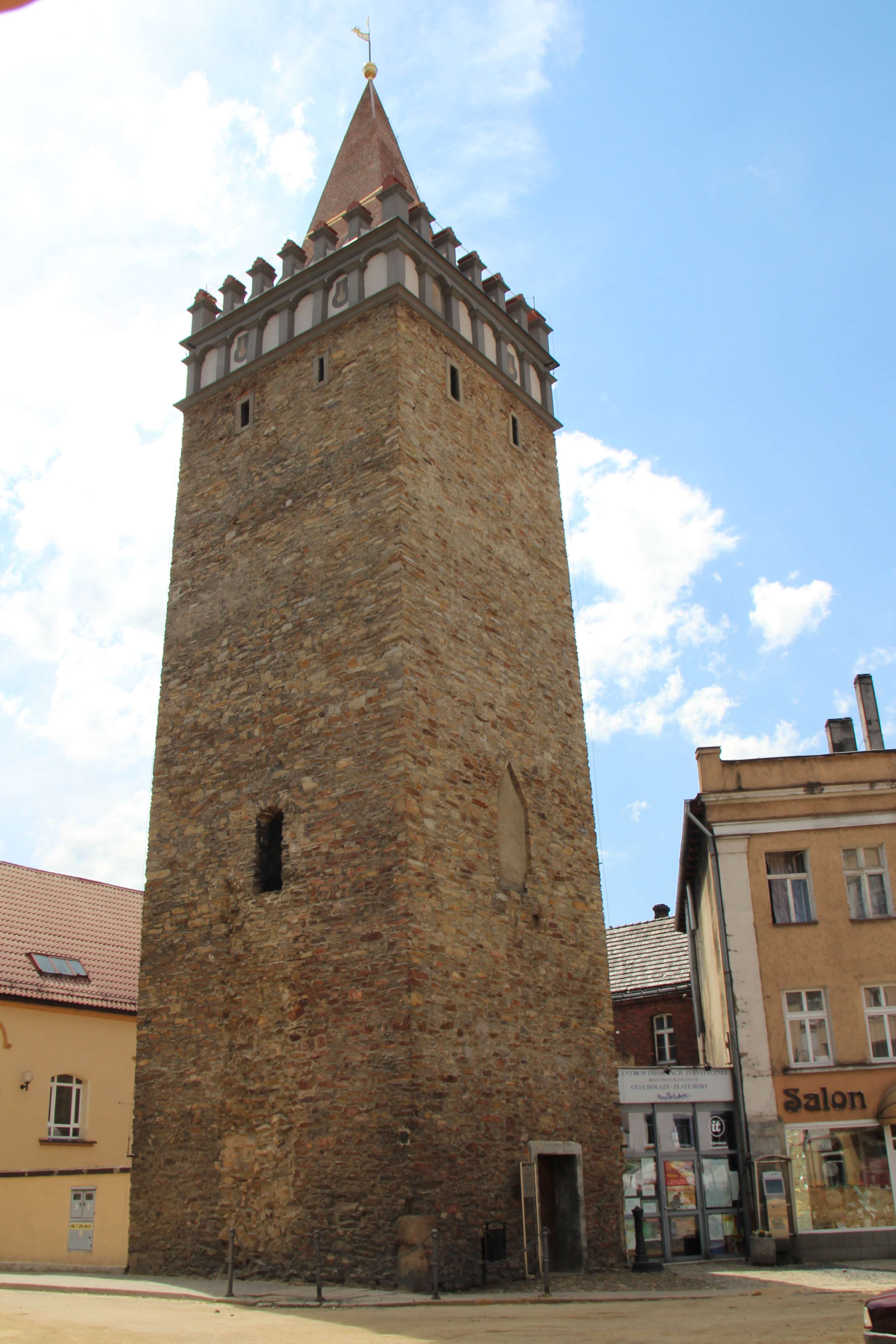
Věž Horní brány
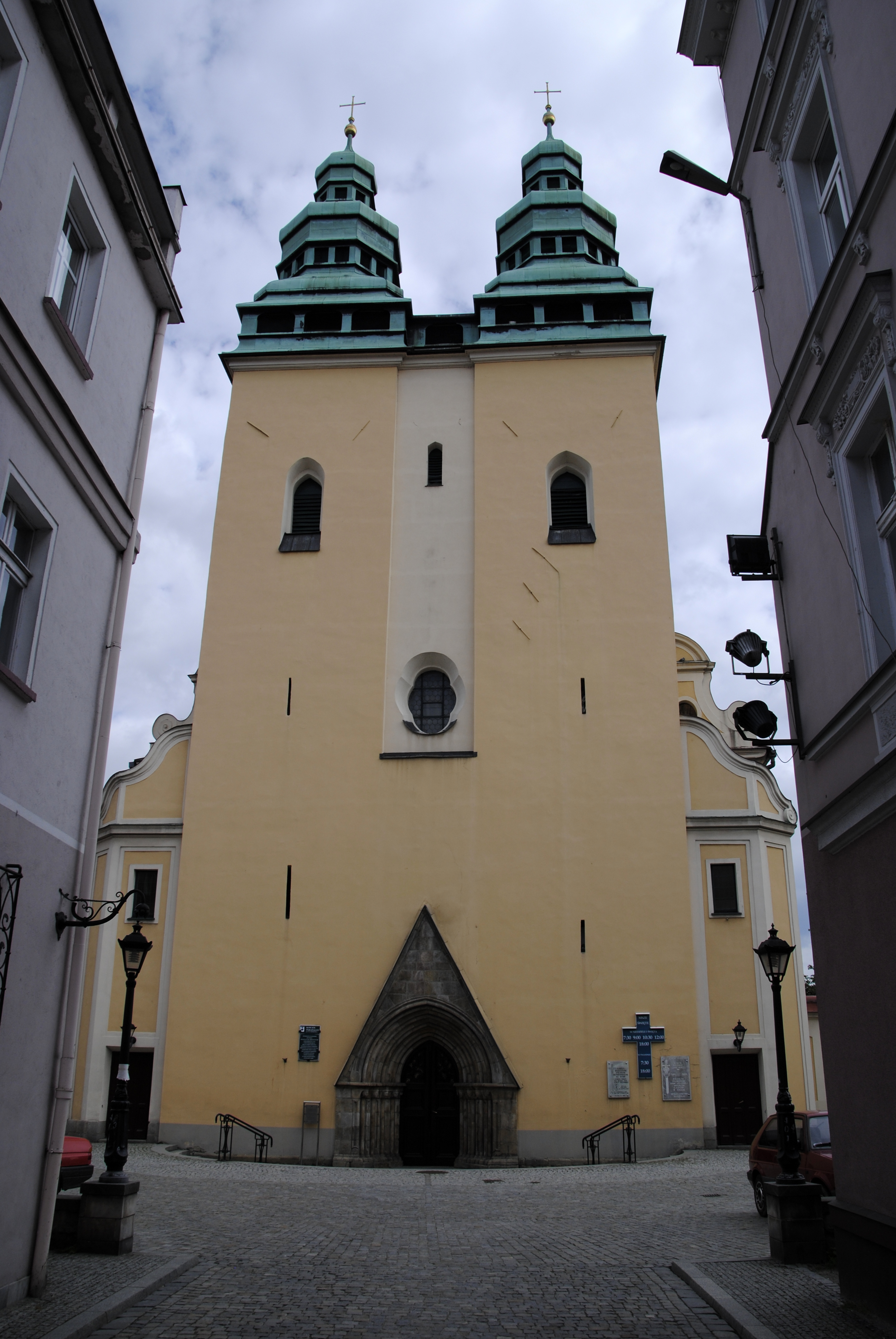
Kostel svatého Vavřince
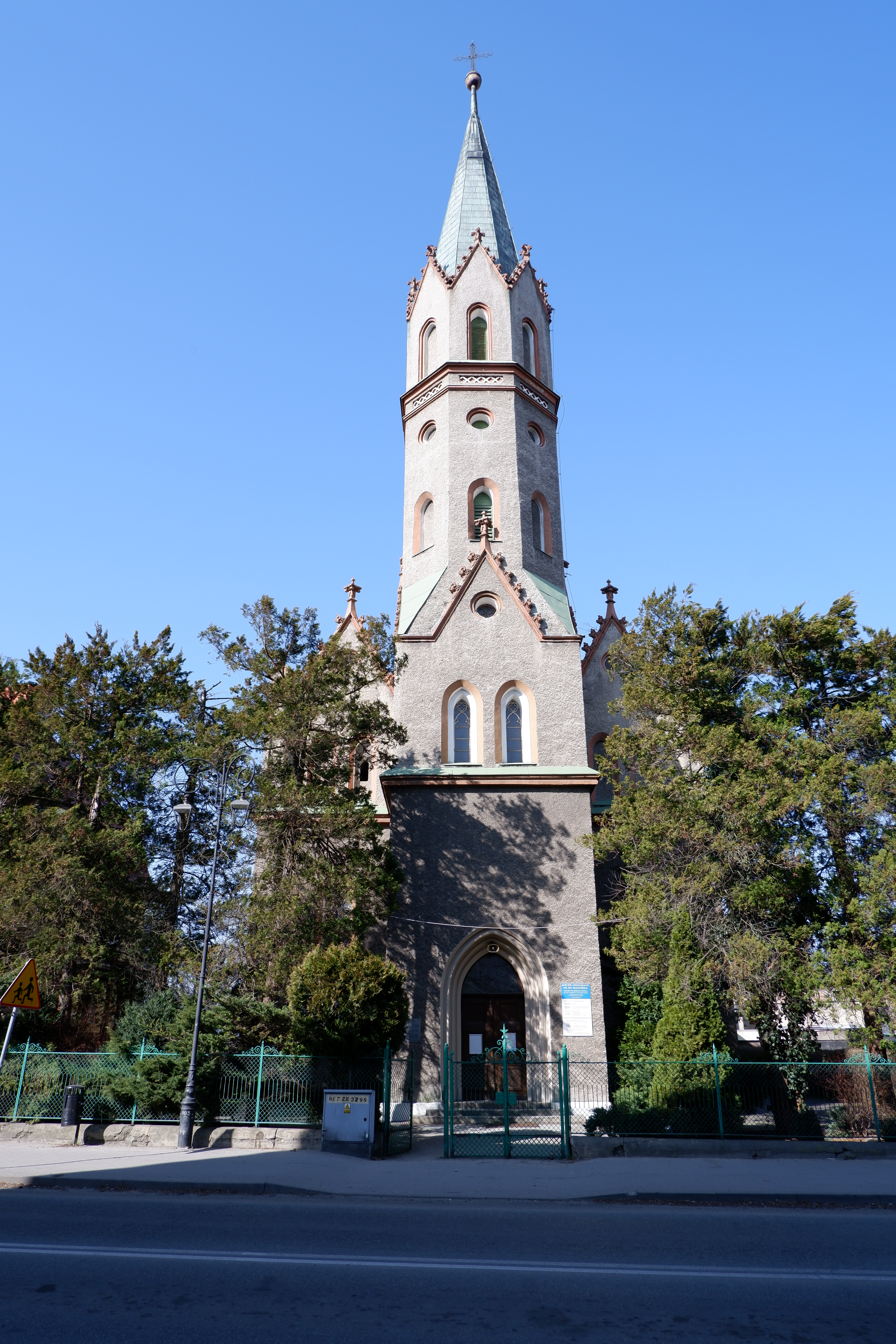
Kostel svatého Františka z Assisi
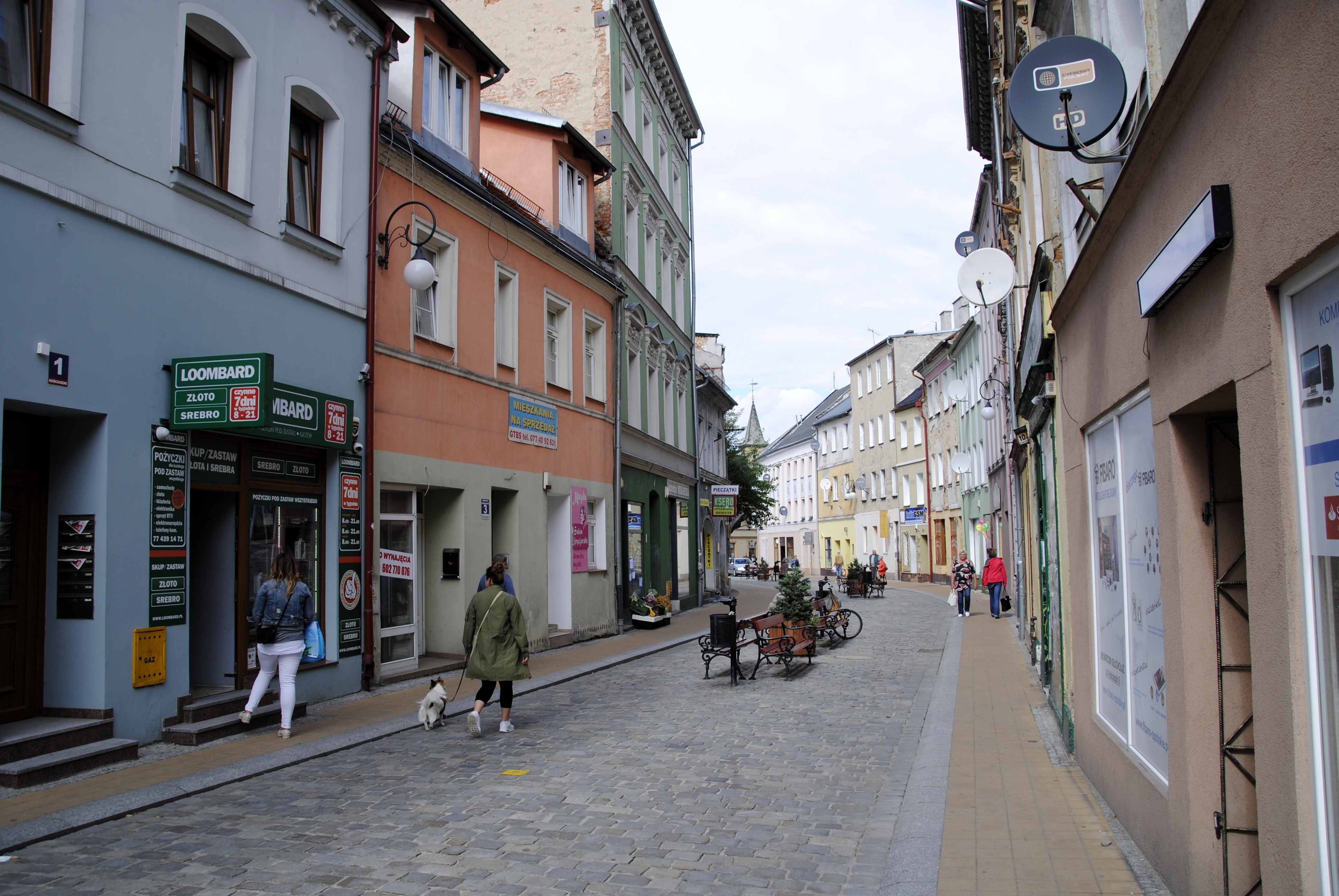
Pěší zóna v historickém centru
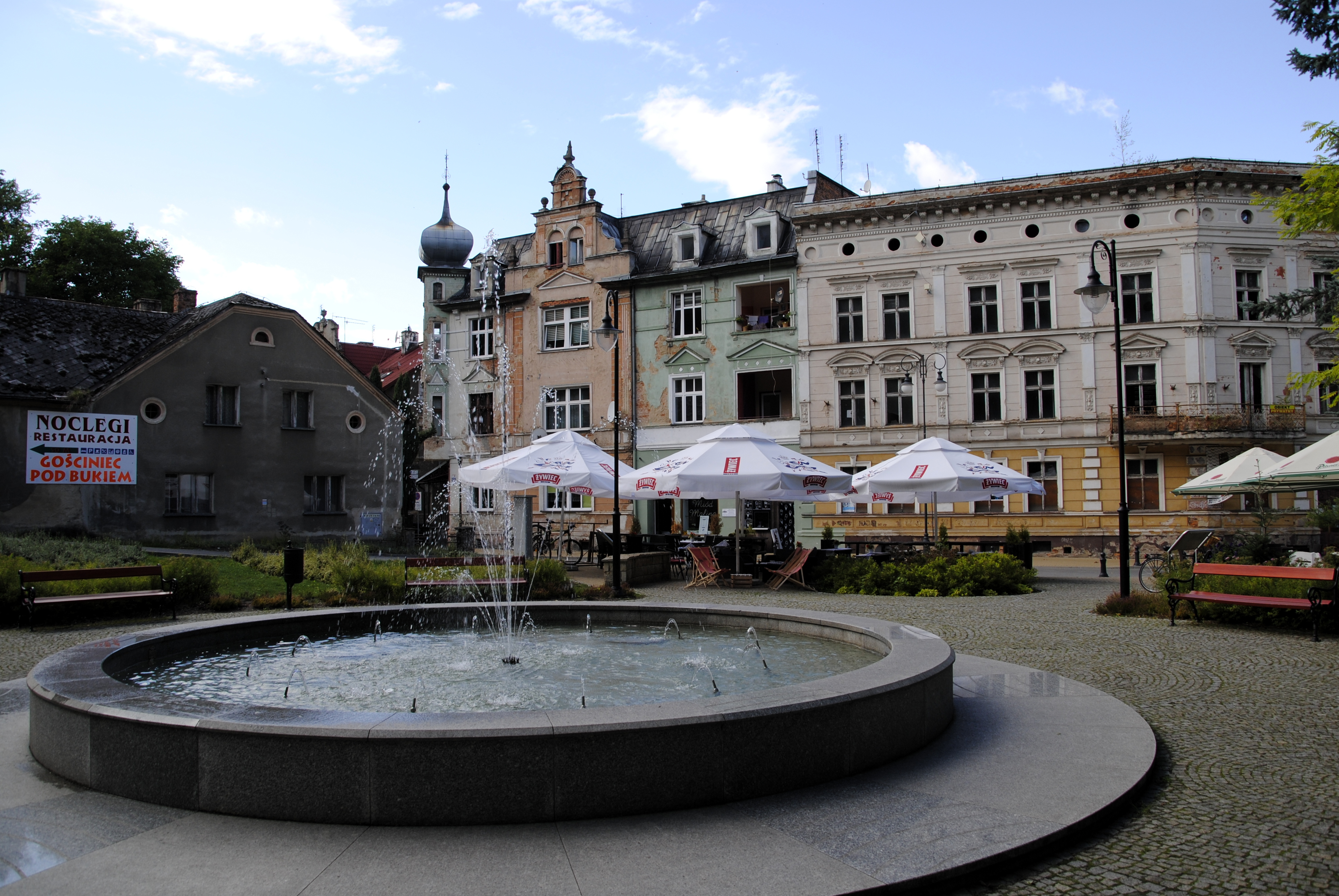
Promenáda
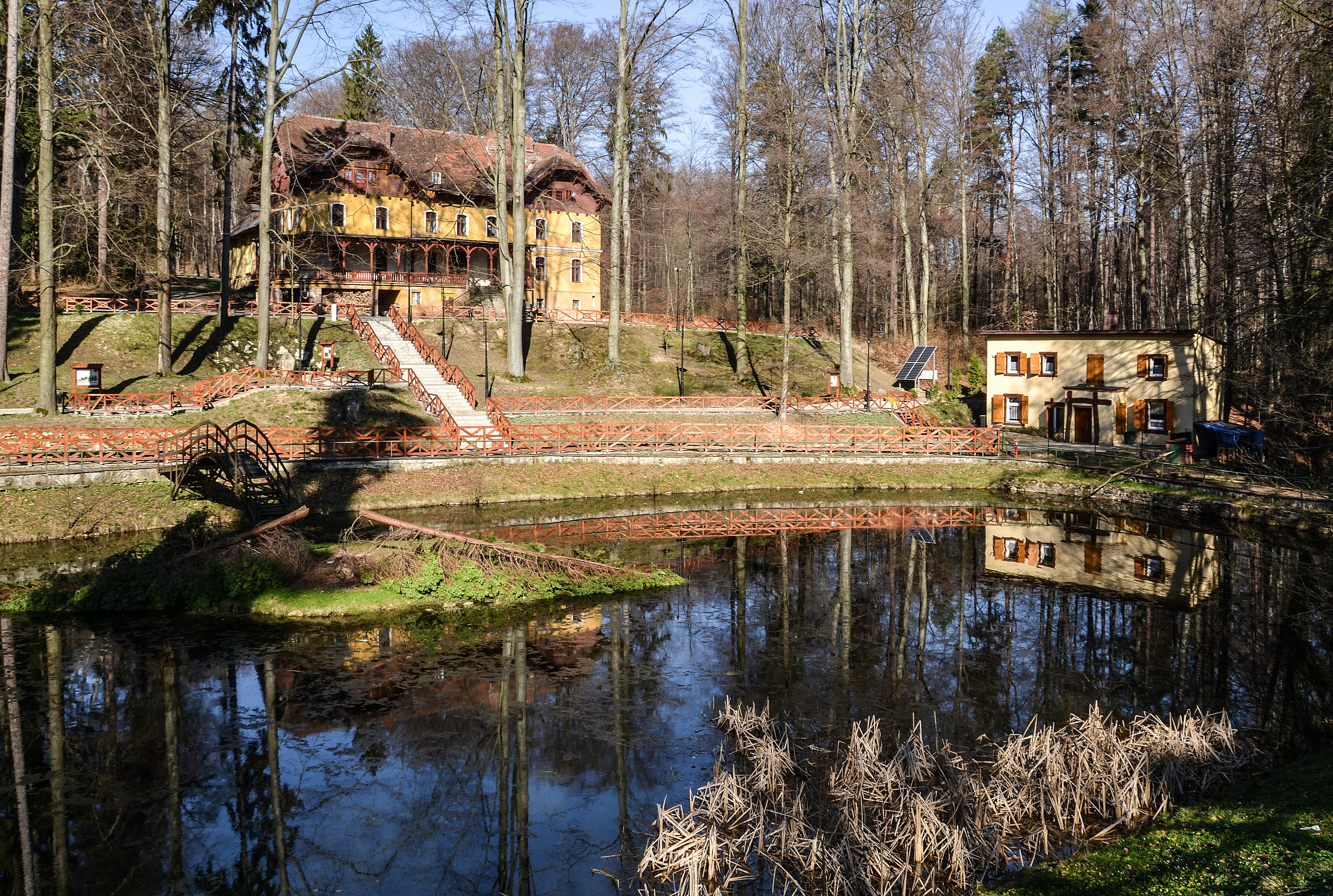
Lázeňský park
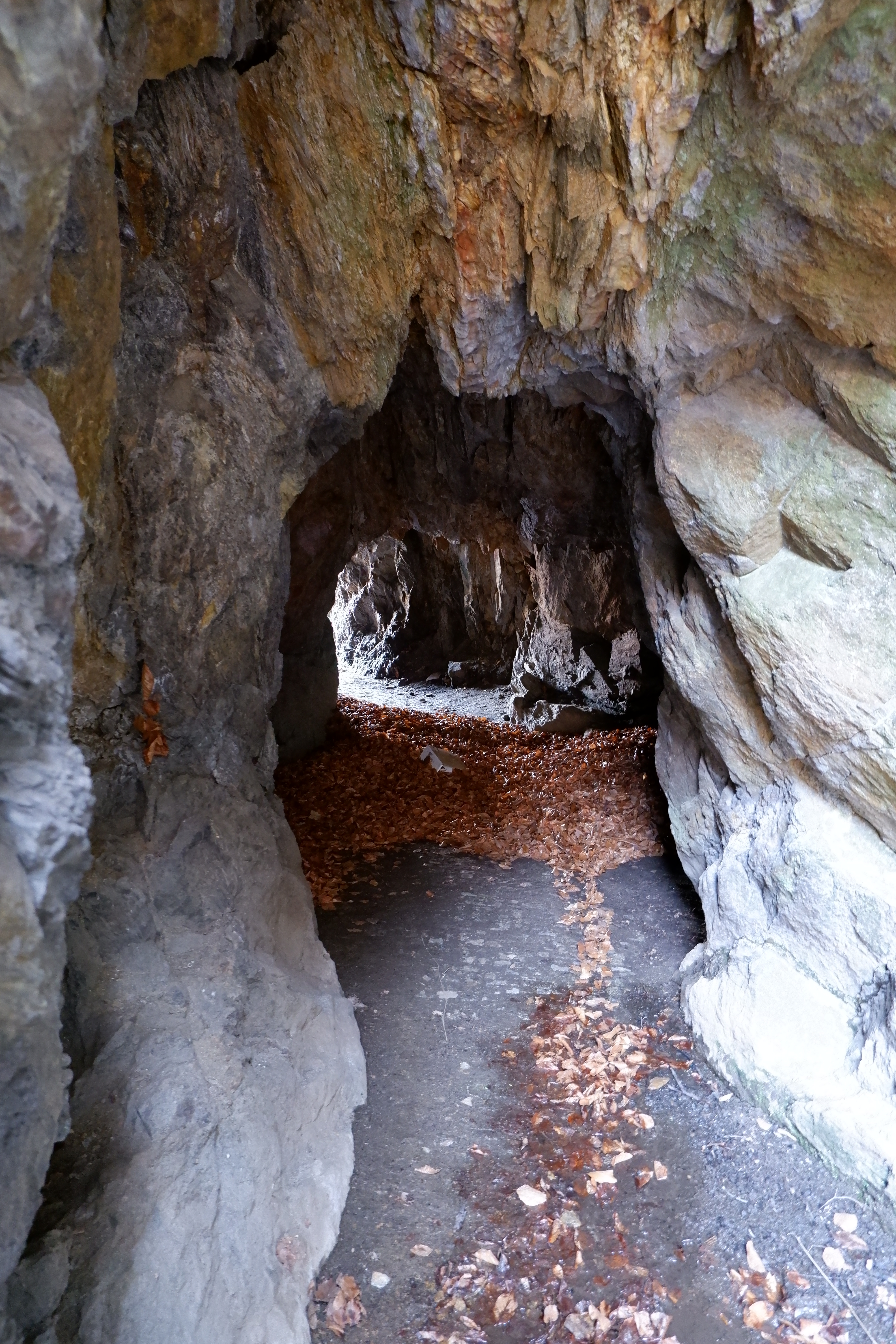
Horalská jeskyně
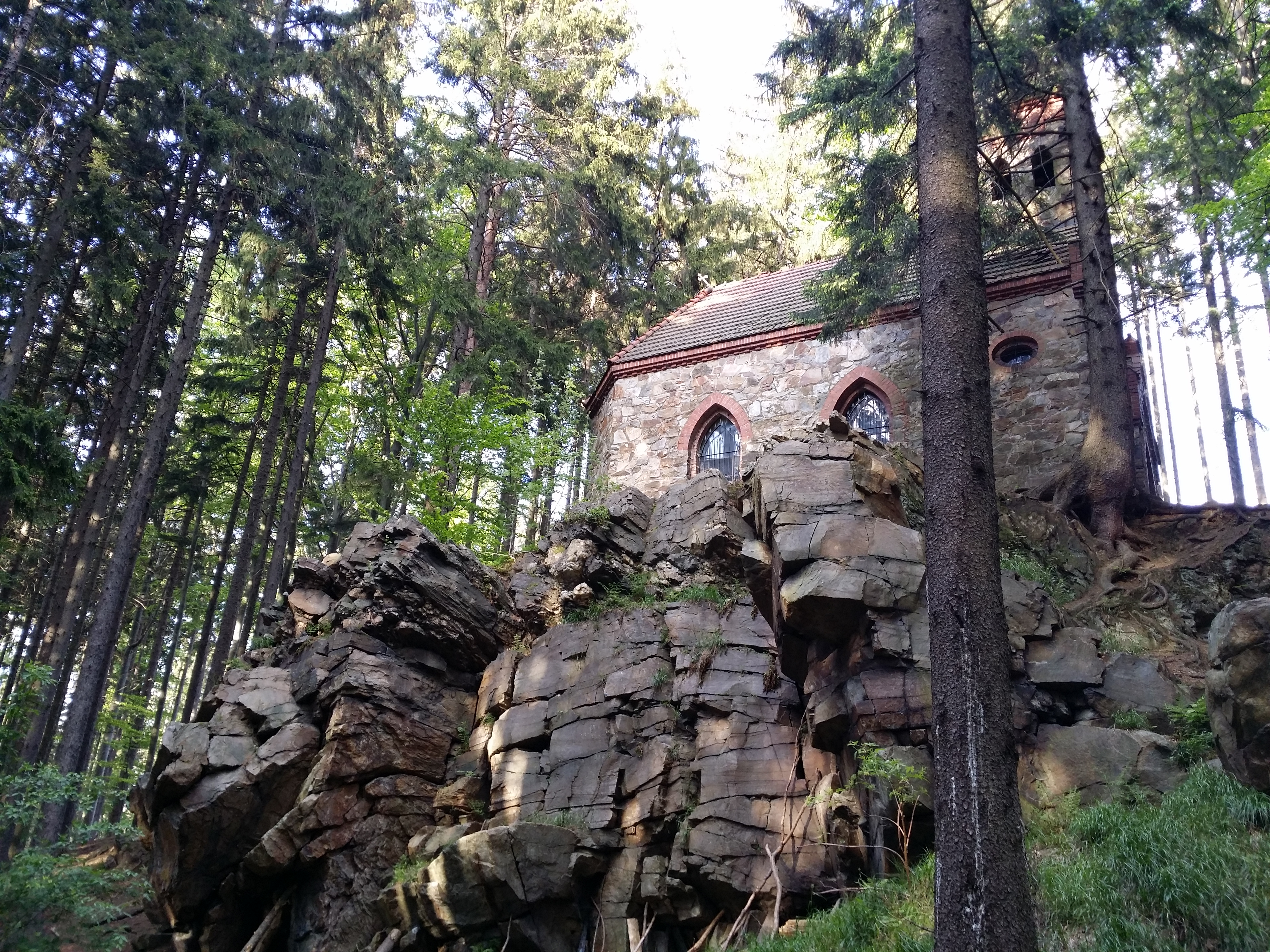
Visuté skály a kaple sv. Anny

## Doprava

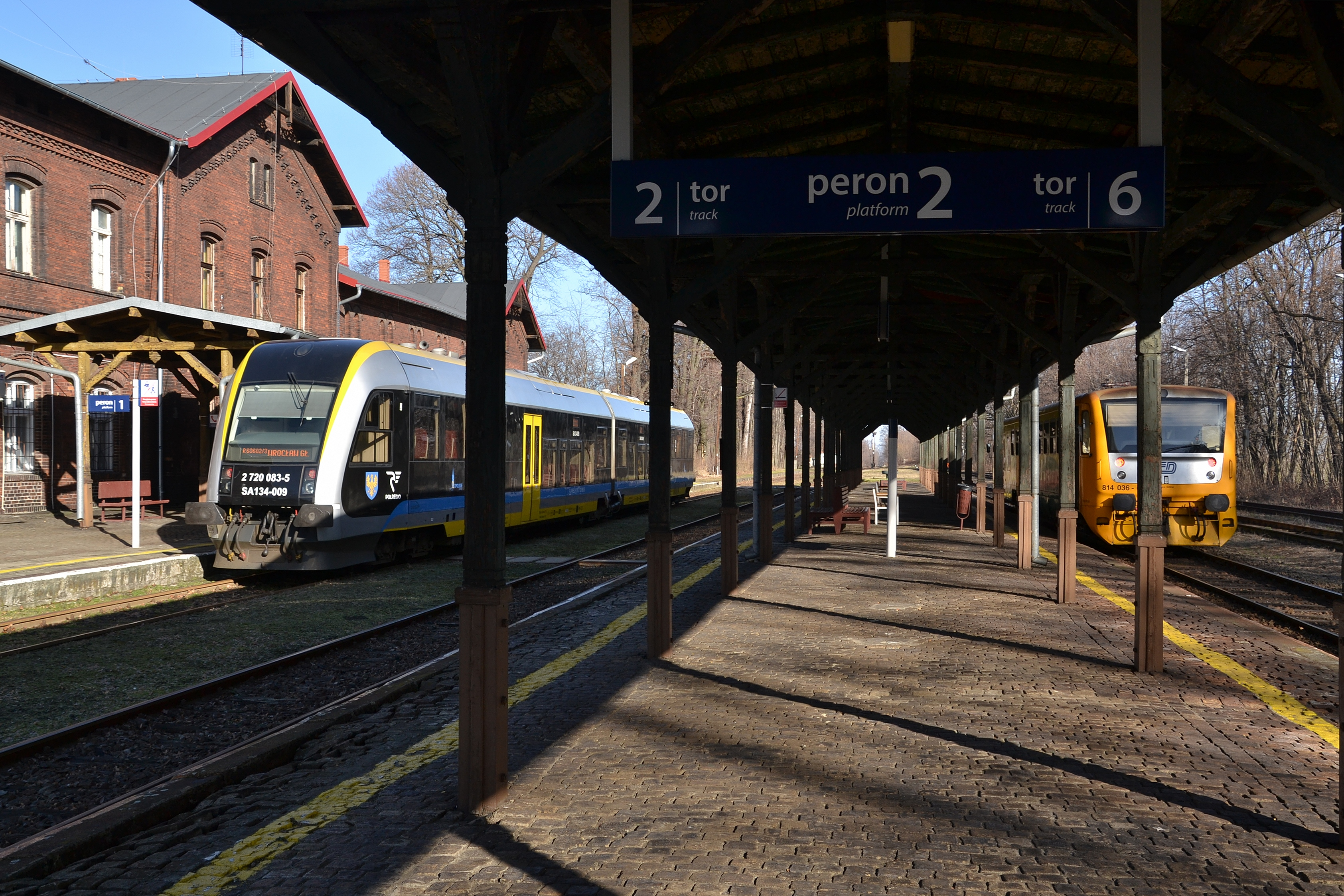
Polský a český vlak ve stanici Głuchołazy

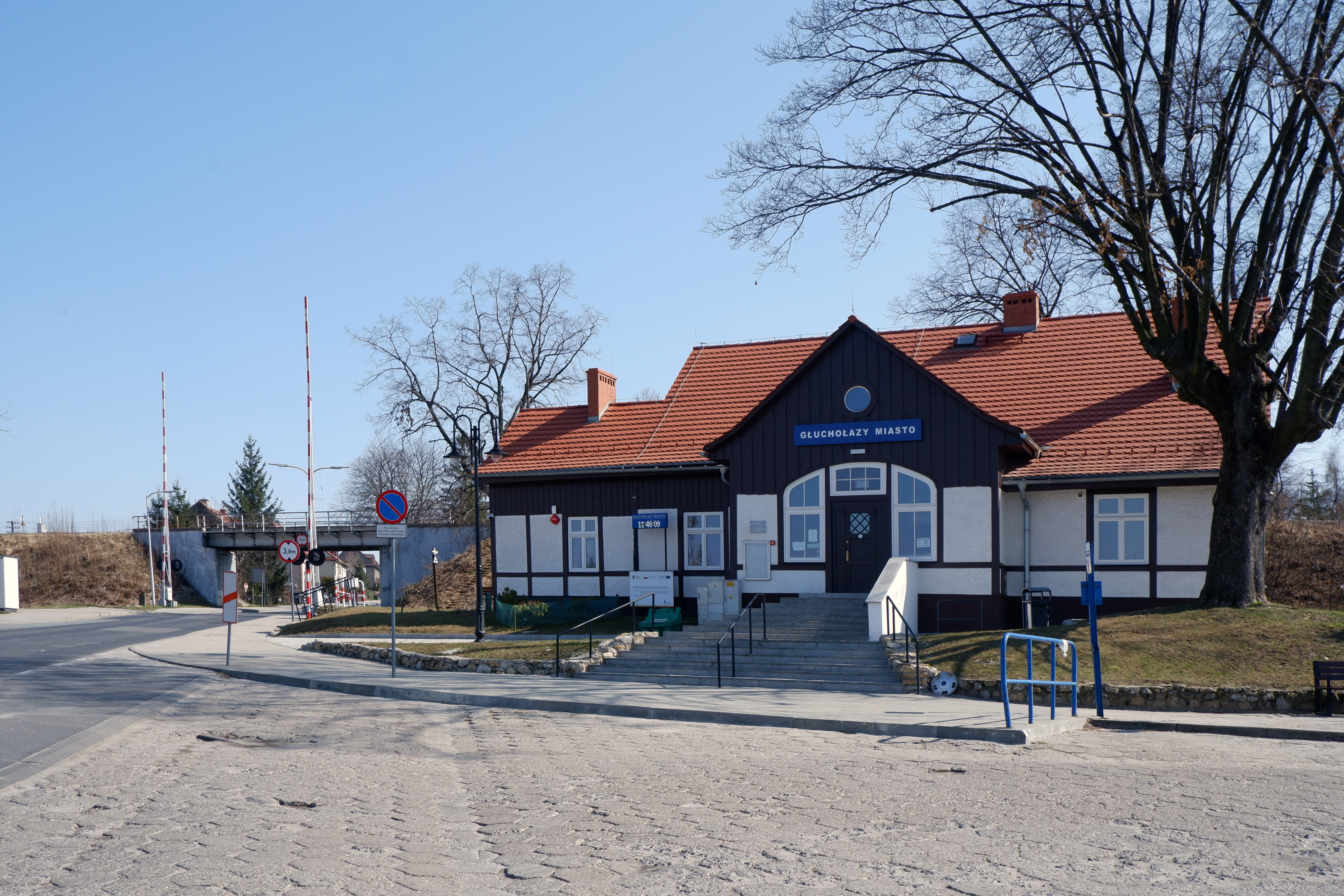
Głuchołazy Miasto, staniční budova

Hlucholazy jsou železničním uzlem regionálního významu. Přeshraniční úseky do Mikulovic ve směru na Jeseník a Šumperk a do Jindřichova ve Slezsku ve směru na Krnov tvoří spolu peážní trať (viz železniční trať Šumperk–Krnov), která se spojuje s vnitrostátní polskou tratí č. 297 Hlucholazy – Nowy Świętów, jež je součástí spojení s Nisou. Vlaky Českých drah (v jízdním řádu 2020/2021 čtyři páry spěšných vlaků z Krnova/Bruntálu do Jeseníku/Lipové-lázní) úvraťují ve stanici Głuchołazy na severním okraji města, kde zastavují též vlaky polské společnosti Polregio do Nisy a Vratislavi (v jízdním řádu 2020/2021 dva páry). Ty jsou navíc prodlouženy do zastávky Głuchołazy Miasto (Hlucholazy město) ležící v blízkosti historického jádra a jednoho z obchodních komplexů, která tvoří přestupní centrum s autobusovým nádražím. V roce 2003 byla zrušena původní konečná vnitropolské trati – stanice Głuchołazy Zdrój (Hlucholazy lázně) v lázeňské čtvrti.
Městem prochází národní silnice č. 40 spojující katovickou konurbaci, Kandřín-Kozlí a Prudník s bývalým hraničním přechodem Hlucholazy/Mikulovice, kde se na ni napojuje silnice I/44 do Jeseníku, Šumperka a Mohelnice. Vojvodská silnice č. 411 vede na sever do Nisy a na jih k bývalému hraničnímu přechodu Konradów/Zlaté Hory, odkud je jejím prodloužením silnice II/445 přes Zlaté Hory a Vrbno pod Pradědem do Šternberka. Město nemá v současné době žádný obchvat.
Gmina Hlucholazy provozuje na svém území složeném z města a 18 okolních vesnic sedm městských a příměstských autobusových linek (Komunikacja Gminna). Regionální dopravu zajišťují podniky PKS Nysa (ve směru Nisa), PKS Głubczyce (ve směru Prudník), PKS Opole (do Opolí přes Prudník). Existují rovněž soukromí minibusoví dopravci (Euro-Bus Nysa, Auto-Fan). Linková přeshraniční autobusová doprava není provozována.

## Partnerská města
- Jeseník, Česko
- Mikulovice, Česko
- Nieder-Olm, Německo
- Zlaté Hory, Česko